# Estàtua de Sherlock Holmes a Londres
Una estàtua de Sherlock Holmes de l'escultor John Doubleday es troba prop del 221B de Baker Street, la presumpta adreça a Londres del detectiu. Presentada el 23 de setembre del 1999, l'escultura va ser finançada per la societat de crèdit hipotecari d'Abbey National, la seu de la qual es situava allà. Com que no hi havia cap espai disponible a Baker Street, l'estàtua es va instal·lar fora de l'estació de Baker Street, a Marylebone Road. Doubleday havia realitzat abans una estàtua de Holmes per a la ciutat suïssa de Meiringen, sota les cascades de Reichenbach, d'on el detectiu va caure fins a la seva aparent mort en el conte "El problema final" (1893).

## Descripció
De 3 metres d'alçària, l'escultura representa Holmes vestit amb un macfarlan i un barret de caçador i sostenint una pipa de carabassera de pelegrí, atributs que li va atorgar Sidney Paget, l'il·lustrador de les històries d'Arthur Conan Doyle per a The Strand Magazine. Es troba fora de l'estació de Baker Street, a Marylebone Road, prop de la casa fictícia del detectiu al 221B de Baker Street i del Museu Sherlock Holmes que hi ha entre el 237 i el 241 del mateix carrer.

## Història

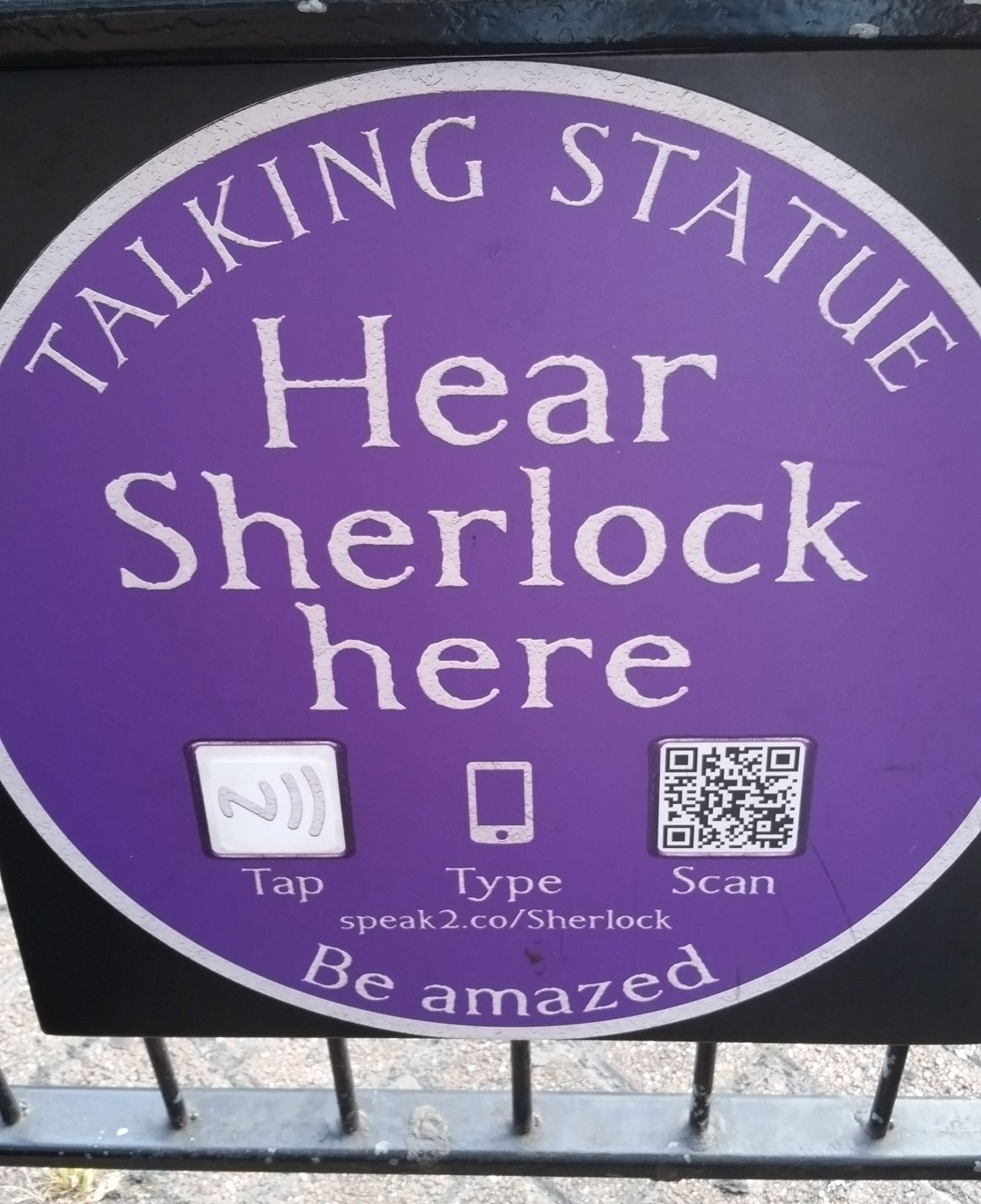
Placa que certifica la pertinença de l'estàtua al programa Talking Statues, present a les ciutats de Londres i Manchester, des de l'any 2014.

El primer a suggerir que s'instal·lés una estàtua de Holmes a Londres va ser Gilbert Keith Chesterton el 1927, però els seus esforços van ser en va. A final de segle, el 1996, la Societat de Sherlock Holmes de Londres va iniciar una nova campanya referent al tema. Abans d'això, segons el seu president Anthony Howlett, la societat s'havia passat «una o dues dècades debatent si hauríem de posar una estàtua al bell mig de Baker Street, i que amb el trànsit la gent es fes fotre.» Així doncs, es va crear la Sherlock Holmes Statue Company Limited per tal que gestionés el projecte. El 1998, Abbey National va acceptar de finançar l'estàtua per la connexió amb Holmes —tenien la seu del 215 al 229 de Baker Street i un membre del personal es dedicava a respondre a qualsevol carta adreçada a Holmes al 221B.
John Doubleday, l'escultor de la primera estàtua de Holmes a Meiringen, va rebre l'encàrrec de la de Londres el 31 de març del 1998. Després d'anunciar els plans d'instal·lació, alguns veïns, juntament amb la St Marylebone Society, s'hi va pronunciar en contra al·legant que «no era [una obra] gaire adequada. Hauria de fer-se al mateix carrer Baker Street, que és molt més tranquil.» L'estàtua va ser descoberta pel polític Christopher Tugendhat, també president de l'Abbey National, el 23 de setembre del 1999.
D'ençà del 2014, forma part d'una sèrie d'estàtues anomenades Talking Statues repartides per Londres i Manchester, en les quals els transeünts poden rebre una trucada simulada del subjecte de l'estàtua a partir d'un codi QR o visitant un lloc web. La gravació de l'estàtua de Holmes té la veu de l'actor Ed Stoppard amb un guió escrit pel novel·lista anglès Anthony Horowitz que dona detalls de l'aparença de l'estàtua amb humor.

## Altres estàtues de Sherlock Holmes
Abans que Londres obtingués l'estàtua de Sherlock Holmes, se n'havien instal·lat ja el 1988 a Meiringen i a Karuizawa, al Japó, i el 1991 al lloc de naixement de Conan-Doyle, a Edimburg. El 2007, es va erigir una estàtua de Sherlock Holmes i el doctor Watson a Moscou, prop de l'ambaixada britànica.